# 七叶一枝花
七叶一枝花（学名：Paris polyphylla）为黑藥花科重楼属的植物。种加词 polyphylla 意为“多片叶子的”。分布在不丹、越南、锡金、尼泊尔、台灣以及中国大陆的贵州、云南、西藏、四川等地，生长于高海拔1,800米至3,200米的地区，一般生于林下，目前尚未由人工引种栽培。

## 特徵
七葉一枝花的葉片數有個體差異，「七葉」只是名稱。
为多年生草本。棕黄色根茎横生，节间短，肥大，表面粗糙；白黄色粉质断面。圆柱形茎单一直立，光滑。椭圆形或椭圆状披针形全缘叶片，6至11片轮生于茎顶排成一层。4至8月开花，花顶生单朵，黄绿色花冠。结暗紫色蒴果。

## 用途

### 药用
性味微寒，微苦辛，有小毒；中医上有清热、解毒、消肿之功用。在佤族奉为圣药。
台灣早期用來治蛇毒與瘡瘍腫毒等症狀。台灣魚池鄉大雁村長謝棟漢2012年3月到日月潭山區登山時，發現一處濕潤窪地長了「七葉一枝花」近百棵。在台灣，因傳聞可治蛇毒與腦炎等、遭坊間濫採幾近消失，至於有沒有療效，仍有待藥物專家去做研究。

## 别名
蚤休（植物名实图考）、華重樓（Love Apple，香港西貢蕉坑獅子會自然教育中心）

## 种下等级

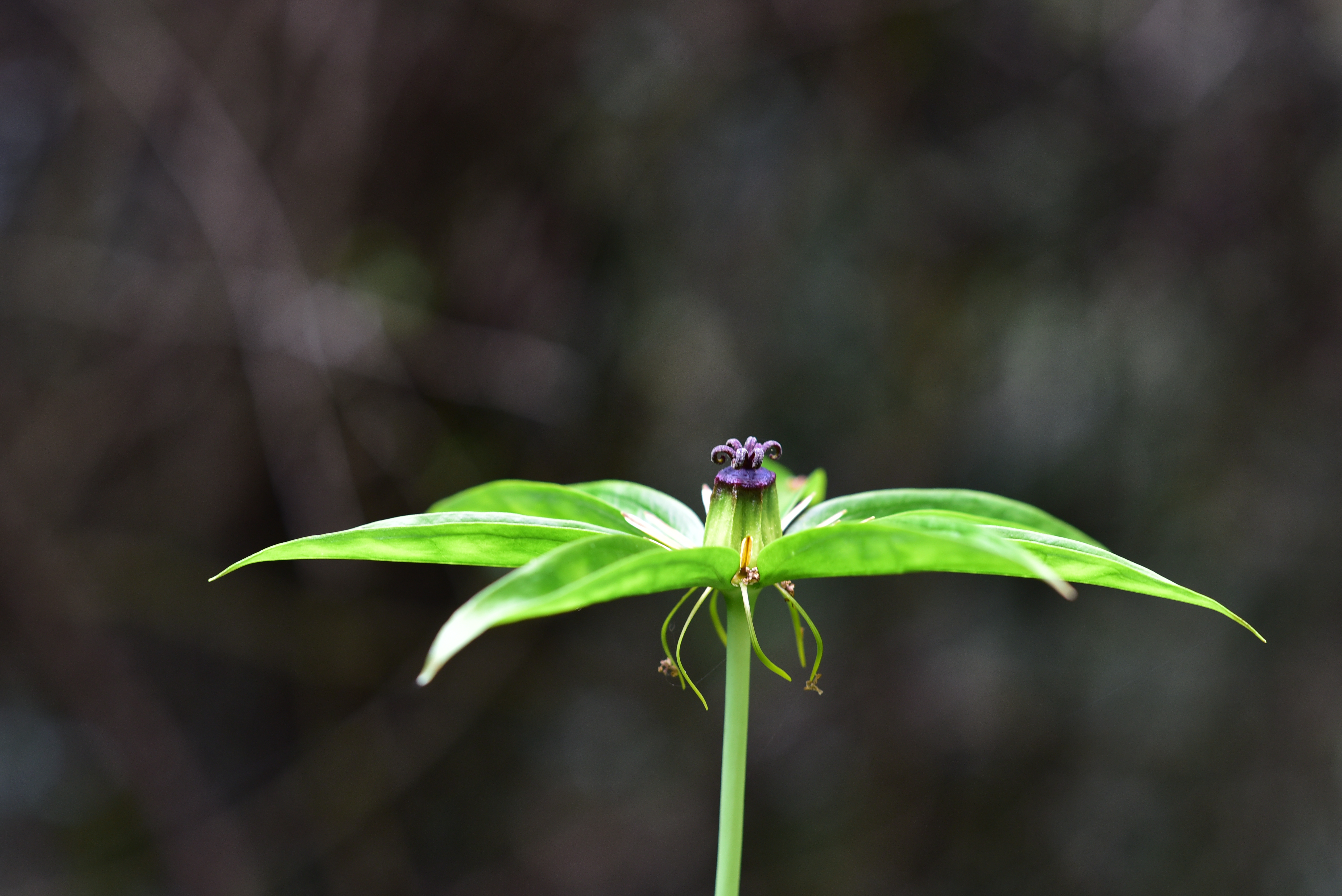
臺灣七葉一枝花雄蕊

- Paris kwangtungensis Miau
- Paris kwantuntungensis R. H. Miau
- Paris lanceolata Hayata
- Paris polyphylla Smith var. alba H. Li et R. J. Mitchell
- Paris polyphylla Smith var. apetala (Hand.-Mazz.) H. Li 缺瓣重樓
- Paris polyphylla Smith var. brachystemon Franch.
- Paris polyphylla Smith var. chinensis (Franch.) Hara 華重樓
- Paris polyphylla Smith var. kwantungensis (R. H. Miau) S. C. Chen et S. Y. Liang
- Paris polyphylla Smith var. latifolia Wang et Chang 寬葉重樓
- Paris polyphylla Smith var. minor S. F. Wang
- Paris polyphylla Smith var. nana H. Li
- Paris polyphylla Smith var. pseudohibetica H. Li
- Paris polyphylla Smith var. pseudohibetica H. Li f. macrosepala H. Li
- Paris polyphylla Smith var. robusta Y. K. Yang
- Paris polyphylla Smith var. scabra S. H. Fu
- Paris polyphylla Smith var. stenophylla Franch.
- Paris polyphylla Smith var. stenophylla Franch. f. latifolia (Wang et Chang) H. Li
- Paris polyphylla Smith var. yunnanensis (Franch.) Hand.-Mazz. 寬瓣重樓
- Paris taitungensis Ying

## 变种
- 缺瓣重楼（学名：Paris polyphylla var. apetala）是黑药花科重楼属的变种。分布在中国大陆的贵州、四川、云南等地，生长于海拔2,000米至3,000米的地区，见于沟边阔叶林下。
- 华重楼（学名：Paris polyphylla var. chinensis）是黑药花科重楼属七叶一枝花的变种。分布于台湾岛以及中国大陆的贵州、湖北、福建、湖南、广西、云南、浙江、江苏、广东、江西、四川等地，生长于海拔600米至2,000米的地区，常生于林下荫处以及沟谷边的草丛中。
- 宽瓣重楼（学名：Paris polyphylla var. yunnanensis）是黑药花科重楼属的变种。分布于中国大陆的四川、福建、湖北、湖南、贵州、广西、云南等地，生长于海拔1,400米至3,600米的地区，一般生于林下以及路边。
- 宽叶重楼（学名：Paris polyphylla var. latifolia）为黑药花科重楼属的变种。分布在中国大陆的河南、甘肃、山西、安徽、陕西等地，生长于海拔1,000米至2,300米的地区，多生长于山坡林下。
- 短梗重楼（学名：Paris polyphylla var. appendiculata）为黑药花科重楼属七葉一枝花的变种。分布在中国大陆的西藏、贵州、湖南、四川、广西、云南、湖北等地，生长于海拔1,300米至2,100米的地区，常生于竹林下以及灌丛下，目前尚未由人工引种栽培。
- 狭叶重楼（学名：Paris polyphylla var. stenophylla）为黑药花科重楼属的变种。分布于台湾岛、不丹、锡金以及中国大陆的四川、江苏、福建、江西、陕西、山西、西藏、贵州、云南、广西、甘肃、浙江、安徽、湖北、湖南等地，生长于海拔1,000米至2,700米的地区，多生在林下或草丛阴湿处。
- 长药隔重楼（学名：Paris polyphylla var. thibetica）为黑药花科重楼属的变种。分布于中国大陆的四川、云南等地，生长于海拔1,500米至3,100米的地区，多生长于灌丛下阴湿处。

## 延伸阅读
[在维基数据编辑]
 《欽定古今圖書集成·博物彙編·草木典·蚤休部》，出自陈梦雷《古今圖書集成》
 《植物名實圖考·蚤休》，出自吳其濬《植物名實圖考》

## 外部連結
- 七葉一枝花 Qiyeyizhihua （页面存档备份，存于） 藥用植物圖像數據庫 (香港浸會大學中醫藥學院) （中文）（英文）
- 重樓 中藥材圖像數據庫  (香港浸會大學中醫藥學院) （中文）（英文）
- 重樓 Chong Lou （页面存档备份，存于） 中藥標本數據庫 (香港浸會大學中醫藥學院) （繁體中文）（英文）
- 蚤休皂苷A Pariphyllin A （页面存档备份，存于） 中草藥化學圖像數據庫 (香港浸會大學中醫藥學院) （中文）（英文）